# Hayes, Hillingdon
Hayes är en ort i Storbritannien.   Den ligger i grevskapet Greater London och riksdelen England, i den södra delen av landet, 21 km väster om huvudstaden London. Hayes ligger 39 meter över havet och antalet invånare är 50 000.
Terrängen runt Hayes är platt, och sluttar söderut. Runt Hayes är det mycket tätbefolkat, med 3 022 invånare per kvadratkilometer. Närmaste större samhälle är Slough, 11,9 km väster om Hayes. Runt Hayes är det i huvudsak tätbebyggt.